# Lewis Milestone
Lewis Milestone, nome artístico de Leib Milstein (Quixineve, 30 de setembro de 1895 – Los Angeles, 25 de setembro de 1980) foi um diretor, produtor e roteirista de cinema russo radicado nos Estados Unidos da América. Foi o primeiro a ganhar o Oscar de melhor diretor junto com Frank Borzage, a diferença é que na época a Academia premiava um diretor pelo gênero comédia e outro com o gênero drama, Milestone ganhou na comédia pelo filme Two Arabian Knights.
Sepultado no Westwood Village Memorial Park Cemetery.

## Filmes
- 1962 – Mutiny on the Bounty
- 1960 – Ocean's Eleven
- 1959 – Pork Chop Hill
- 1954 – La Vedova X
- 1953 – They Who Dare
- 1953 – Melba
- 1952 – Les Miserables
- 1952 – Kangaroo
- 1951 – Halls of Montezuma
- 1949 – The Red Pony
- 1948 – No Minor Vices
- 1948 – Arch of Triumph
- 1946 – The Strange Love of Martha Ivers
- 1945 – A Walk in the Sun
- 1944 – Guest in the House
- 1944 – The Purple Heart
- 1943 – The North Star
- 1943 – Edge of Darkness
- 1942 – Our Russian Front
- 1941 – My Life With Caroline
- 1940 – Lucky Partners
- 1939 – Of Mice and Men
- 1939 – The Night of the Nights
- 1936 – The General Died at Dawn
- 1936 – Anything Goes
- 1935 – Paris in Spring
- 1934 – The Captain Hates the Sea
- 1933 – Hallelujah, I'm a bum
- 1932 – Rain
- 1931 – The Front Page
- 1930 – All Quiet on the Western Front
- 1929 – New York Nights
- 1929 – Betrayal
- 1928 – The Racket
- 1928 – Tempest
- 1928 – The Garden of Eden
- 1927 – Two Arabian Knights
- 1927 – The Kid brother
- 1926 – Fine manners
- 1926 – The New Klondike
- 1926 – The Caveman
- 1925 – Seven sinners
- 1919 – Fit to win
- 1918 – Positive (curta-metragem)
- 1918 – The Toothbrush (curta-metragem)

## Prémios
- Recebeu uma nomeação ao Óscar de Melhor Filme, por Of mice and men (1939).
- Recebeu duas nomeações ao Óscar de Melhor Realizador, por All quiet at western front (1930) e The Front page (1931). Venceu por All quiet at western front.
- Ganhou o Óscar de Melhor Realizador de Comédia, por Two arabian knights (1927).